# Villeneuve-en-Retz
Villeneuve-en-Retz – gmina we Francji, w regionie Kraj Loary, w departamencie Loara Atlantycka. W 2013 roku liczba ludności na terenie obecnej gminy wynosiła 4851 mieszkańców. 
Gmina została utworzona 1 stycznia 2016 roku z połączenia dwóch wcześniejszych gmin: Bourgneuf-en-Retz oraz Fresnay-en-Retz. Siedzibą gminy została miejscowość Bourgneuf-en-Retz.